# Terreuractie
Terreuracties zijn de verschillende afzonderlijke daden die door terroristen worden gepleegd. Een aantal soorten acties zijn onder terroristen populair:
- bomaanslag
- gijzeling
- zelfmoordaanslag
- vliegtuigkaping
- moordaanslag

Hierin zijn zoals in veel dingen duidelijke mode-effecten te herkennen: vliegtuigkapingen waren vooral in de jaren 70 en 80 populair; in de laatste tien jaar is de zelfmoordaanslag meer op de voorgrond komen te staan.